# François Diday
François Diday (Genf, 1802. február 10. – Genf, 1877. november 28.) svájci festő.

## Életpályája
Párizsban tanult, majd visszatért szülővárosába. Főként koloritjukkal kitűnt tájképeket alkotott.  Alexandre Calame tanára volt. Az általa rendelt alapítvány a halála után több pályázatot írt ki fiatal képzőművészek számára (Concours Diday). Egyes művei 2009 júniusában is szerepeltek aukciókon.

## Főbb művei
- Montreuxi malom (Die Mühle von Montreux, 1832)
- Der Sturm (1831)
- Fürészmalom a meyringeri völgyben (Die Sennhütte auf einer Alp im Meiringer Tal, 1834)
- Heimkehr einer Fischerbarke auf dem Genfersee im Sturm

## Emlékezete
- Mellszobra Genfben, az angol kertben található.